# Dutse
Dutse – miasto w północno-środkowej Nigerii, stolica stanu Jigawa. Według danych szacunkowych na rok 2012 liczy 39 265 mieszkańców.